# Брајда (Венеција)
Брајда (итал. Braida) је насеље у Италији у округу Венеција, региону Венето.
Према процени из 2011. у насељу је живело 52 становника. Насеље се налази на надморској висини од -3 м.